# Torre di Porta Romana
La torre di porta Romana è un grattacielo di Milano, situato in viale Angelo Filippetti 25 con ingresso da viale Sabotino 19/2. 

## Storia
La torre venne eretta tra il 1962 e il 1963 secondo il progetto dell'architetto Paolo Chiolini.

## Descrizione
Il grattacielo, alto 89 metri per 23 piani, è destinazione residenziale.
L'edificio prende il nome dalla sua locazione vicino a Porta Romana lungo i Bastioni di Milano in piazzale Medaglie d'oro.